# Майков, Евгений Иванович
Евгений Иванович Майков (19 февраля 1913, Новые Алгаши, Симбирский уезд, Симбирская губерния, Российская империя — 9 июля 1999, Москва) — советский военный инженер, генерал-лейтенант-инженер (1968), кандидат военных наук (1952), доцент. Заслуженный строитель РСФСР, ветеран «Магнитостроя».

## Биография

### Происхождение
Родился в чувашской семье.
С 1930 по 1932 год работал бригадиром бетонщиков на Магнитострое, с 1932 по 1935 год — помощником начальника строительства Уральского завода химического машиностроения. В 1941 году окончил Уральский политехнический институт.

### Военная служба
С 22 июня 1941 года лейтенант, слушатель Военно-инженерной академии Красной Армии имени В. В. Куйбышева. Принимал участие в обороне Москвы осенью 1941 года. С февраля 1942 года полковой инженер Карельского фронта. Дважды ранен в боях на Карельском фронте. В дальнейшем бригадный, дивизионный, корпусный инженер 2-го, 3-го, 4-го Украинских фронтов. В мае 1945 года закончил войну подполковником, корпусным инженером 3-го Украинского фронта в австрийском городе Грац.
В 1952 году закончил Военно-политическую академию им. В. И. Ленина.
Работал в редакции «Военно-исторического журнала», начальником кафедры военно-инженерного дела Артиллерийской академии, старшим преподавателем Военной академии им. М. В. Фрунзе. С 1961 по 1982 год — заместитель командующего Забайкальского военного округа, в Управлении капитального строительства Министерства обороны СССР.
С 1982 года вышел в отставку в звании генерал-лейтенанта-инженера. Умер 9 июля 1999 году в Москве.

## Память
Похоронен на Троекуровском кладбище.

## Награды

### СССР
- Заслуженный строитель РСФСР (1972).
- Орден Трудового Красного Знамени,
- Орден Отечественной войны I степени (1985, юбилейный),
- Ордена Красной Звезды (дважды),
- Медаль «За оборону Советского Заполярья»,
- Медаль «За победу над Германией в Великой Отечественной войне 19411945 гг.»,
- Медаль «За взятие Будапешта».

Боевой путь отражен в грамоте, выданной подполковнику Майкову Е. И. 03.09.1945 года, где перечислены благодарности Верховного Главнокомандующего
- Карельский фронт:
28.06.1944 г. За участие в боях по форсированию реки Свирь;
01.08.1944 г. За участие в боях при освобождении Петрозаводска;
20.10.1944 г. За участие в боях при освобождении города Петсамо (ныне Печенга);
28.10.1944 г. За участие в боях при занятии города Киркинес (Норвегия).
- 3-й Украинский фронт:
13.02.1945 г. За взятие Будапешта;
24.03.1945 г. За участие в боях по разгрому танковой группировки под Будапештом;
02.04.1945 г. За взятие города Надьканижа (Венгрия);
08.05.1945 г. За взятие города Грац (Австрия).

### Иностранные награды
- Орден «За храбрость» 4-й степени[источник не указан 850 дней] (Болгария)
- награды Монголии и Чехословакии.